# Finder
Finder је прединсталирани програм за управљање датотекама и графичка корисничка љуска на оперативним системима Макинтош рачунара. Задужен је за покретање других апликација и за цјелокупно управљање датотекама, дисковима и мрежним мјестима. Појавио се на првом Макинтошу, али се налази и на Епловом систему GS/OS и на рачунару IIGS. У потпуности је прерађен за прво издање оперативног система Mac OS X.
Икона програма позната је под именом „срећни Мак” (енгл. Happy Mac) и у употреби је још од првог „класичног” издања оперативног система Мак ОС (објављеног 1984).

## Могућности
користи метафору радног стола за приказ датотечног система; тачније, датотеке и фасцикле приказане су одговарајућим иконама. Интерфејс му је сличан Сафарију по томе што корисници могу кликнути на фасциклу да је отворе и могу да се пребацују с локације на локацију користећи дугмад за назад и напријед. Попут Сафарија, Finder користи картице да кориснику омогући приказ неколико фасцикли; корисник их може извући у засебне прозоре. На лијевој страни програма налазе се „омиљена мјеста”. Састоје од фасцикли које се најчешће користе.
Модерни  користи графичке апликационе програмске интерфејсе (АПИ) система OS X за приказ разних датотека (попут слика, апликација и PDF датотека). Корисници могу да притисну тастер за размак да активирају могућност Брзи преглед (енгл. Quick Look). Она корисницима дозвољава да директно из програма Finder брзо и детаљно прегледају документе и слике без отварања засебног програма. Корисник може прилагодити режим приказа датотека тако што ће да изабере да се датотеке прикажу у облику списка (с детаљима као што су датум посљедње промјене), у режиму Cover Flow (који је сличан оном у Ајтјунсу) или у облику колона (NeXTSTEP је инспирисао овај режим).
Модерни  користи се и за приказ других дијелова датотечног система. На радној површини могу се приказати прикључени логички дискови и DMG датотеке. У Доку (енгл. Dock) налази се канта за смеће у коју се могу убацивати датотеке и фасцикле, али такође служи за избацивање дискова из уређаја тако што се преко ње превуче икона прикљученог диска. Како би корисницима потоња могућност била јасно назначена, кад се прикачени диск почне вући, икона се промијени из канте у икону за избацивање. Finder може да нарезује датотеке на оптичке дискове.
Почев од 10. верзије OS X-а (Yosemite), Finder подржава проширења која омогућавају синхронизацију и мрежно складиштење података уз помоћ апликација као што су Dropbox. Такође је могуће приказати статус синхронизације појединих датотека и фасцикли унутар програма Finder.
Класични Finder разликује се од модерног у томе што другачије приказује нове фасцикле. Кад се у класичном кликне на фасциклу, Finder отвара нови прозор са садржајем те фасцикле (у поређењу с модерним који нову фасциклу отвара у истом прозору). Прозори су „закључани” у класичној верзији (у смислу да сваки прозор може само да приказује садржај једне фасцикле). Такође дозвољава обимно прилагођавање; на примјер, корисник може фасциклама да додијели прилагођене иконе. Овиме се поједине фасцикле јасно могу истаћи и самим тиме их је лако препознати, али ако корисник хоће да отвори фасциклу која је у низу других потфасцикли, појавиће се велики број прозора. Сваки од тих прозора мора се засебно затворити. Држањем тастера Option (⌥) при отварању нове фасцикле уједно се затвара њен матични директоријум и тиме се могу избјећи многобројни прозори.